# Stazione di Gries
La stazione di Gries è una fermata ferroviaria posta sulla linea Innsbruck-Brennero. Serve il comune di Gries am Brenner.

## Storia
La fermata venne inaugurata nel 1867 insieme alla tratta Innsbruck-Brennero.

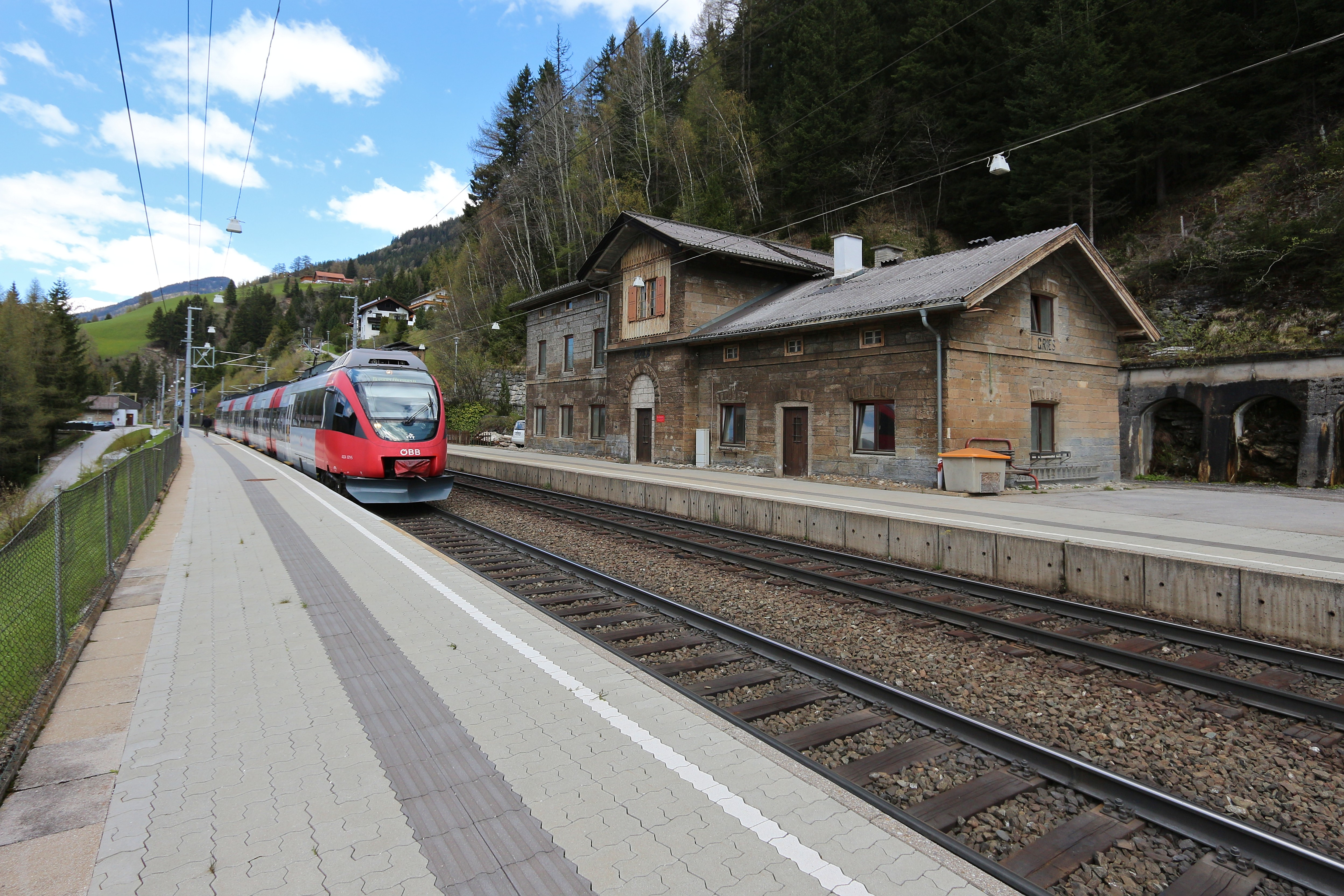
La stazione con un treno in sosta

A questa fermata vengono serviti i passeggeri provenienti dalla valle del Sill. I corpo dei binari e il fabbricato viaggiatori sono stati ricavati intagliando il rapido pendio la cui interruzione viene sostenuta da un alto terrapieno. Gli elementi architettonici in blocco intagliati presenti in facciata ricordano le stazioni di Patsch e di Steinach. Data la piccola dimensione dell'impianto sia a Patsch che a Gries le torri di rifornimento sono state integrate nel fabbricato viaggiatori. Nonostante le ristrutturazioni è possibile notare l'accentuazione della parte centrale. Il tetto a falde sporgenti è tipico dell'ambiente alpino. La forma costruttiva è analoga a quella dei caselli ed è costituita da conci in pietra a superficie scalpellinata con tetti spioventi con gronde. Le finestre e gli scuri sono fissati a controtelai inglobati nella muratura. I costi sostenuti per la sua realizzazione erano esattamente quantificati.

## Strutture e impianti
Era composta da un fabbricato viaggiatori e due binari.